# Buchs
Buchs je obec (malé město) v kantonu St. Gallen ve Švýcarsku. Leží na hranici s Lichtenštejnskem. Žije zde přibližně 13 tisíc obyvatel.

## Geografie

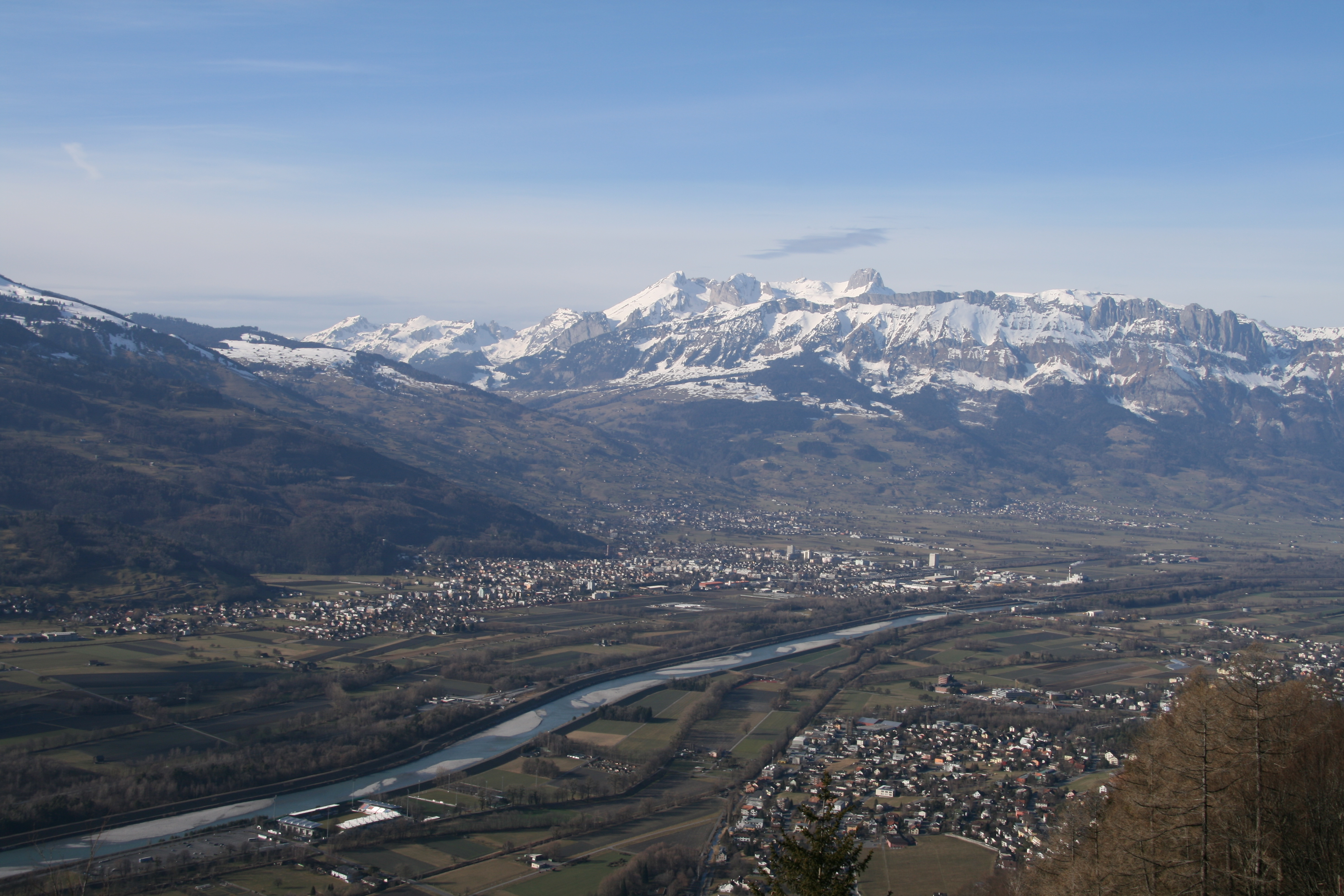
Snímek údolí Rýna – uprostřed Buchs, Grabs, Gams, dole pak Schaan v Lichtenštejnsku

Buchs se nachází ve volebním obvodu Werdenberg. Je centrem obchodu, průmyslu a služeb pro údolí horního toku Rýna (německy Rheintal). Skládá se z obce Buchs a velkých vesnic Räfis a Burgerau a z roztroušených osad na svahu Buchserbergu.
Na východě obec sousedí s Lichtenštejnským knížectvím, obecní a státní hranici tvoří řeka Rýn. S lichtenštejnskou obcí Schaan ji spojuje silniční a železniční most přes Alpský Rýn. Buchs dále sousedí se švýcarskými obcemi Grabs, Gams, Sevelen a Sennwald a v Lichtenštejnsku také s obcemi Eschen a Vaduz. Nejnižší bod leží v nadmořské výšce 441 m n. m. a nejvyšší bod se nachází na vrcholu Glannachopf ve výšce 2232 m n. m.
Obec má podle údajů z roku 2006 rozlohu necelých 16 km². Z této rozlohy je 39,6 % využíváno k zemědělským účelům, zatímco 27,8 % je zalesněno. Ze zbytku půdy je 25,1 % zastavěno (budovy nebo silnice) a zbytek (7,5 %) je neproduktivní (řeky nebo jezera).

## Historie

Letecký pohled z roku 1919 od Waltera Mittelholzera

Buchs je poprvé zmiňován v roce 765 ve slovním spojení de Pogio v závěti churského biskupa Tella. V roce 1213, kdy jej držela hrabata z Werdenbergu, je uváděn jako Buchs. Později se místo nazývalo Bucas, Bugu, Bougu, Puges a nakonec v roce 1484 Bux. V 9. století je v listině zmiňován kostel svatého Jörgena. Buchs původně patřil do románské jazykové oblasti, mezi 8. a 12. stoletím však rétorománštinu postupně vytlačila alemanština. Od roku 1404 patřilo panství Werdenberg hrabatům z Montfortu, po nichž jej v roce 1483 převzal hrabě Jan Petr ze Sax-Misoxu.
V roce 1517 koupil oblast Glarus. V roce 1526 zavedl glaruský starosta Jost Tschudi reformaci také v Buchsu. V roce 1798 se obec v rámci Helvétské republiky stala součástí kantonu Linth a v roce 1803 se definitivně stala součástí kantonu St. Gallen. Katolický kostel, postavený v roce 1896, byl v roce 1965 nahrazen novou stavbou a reformovaní dostali nový kostel v letech 1931–1932.

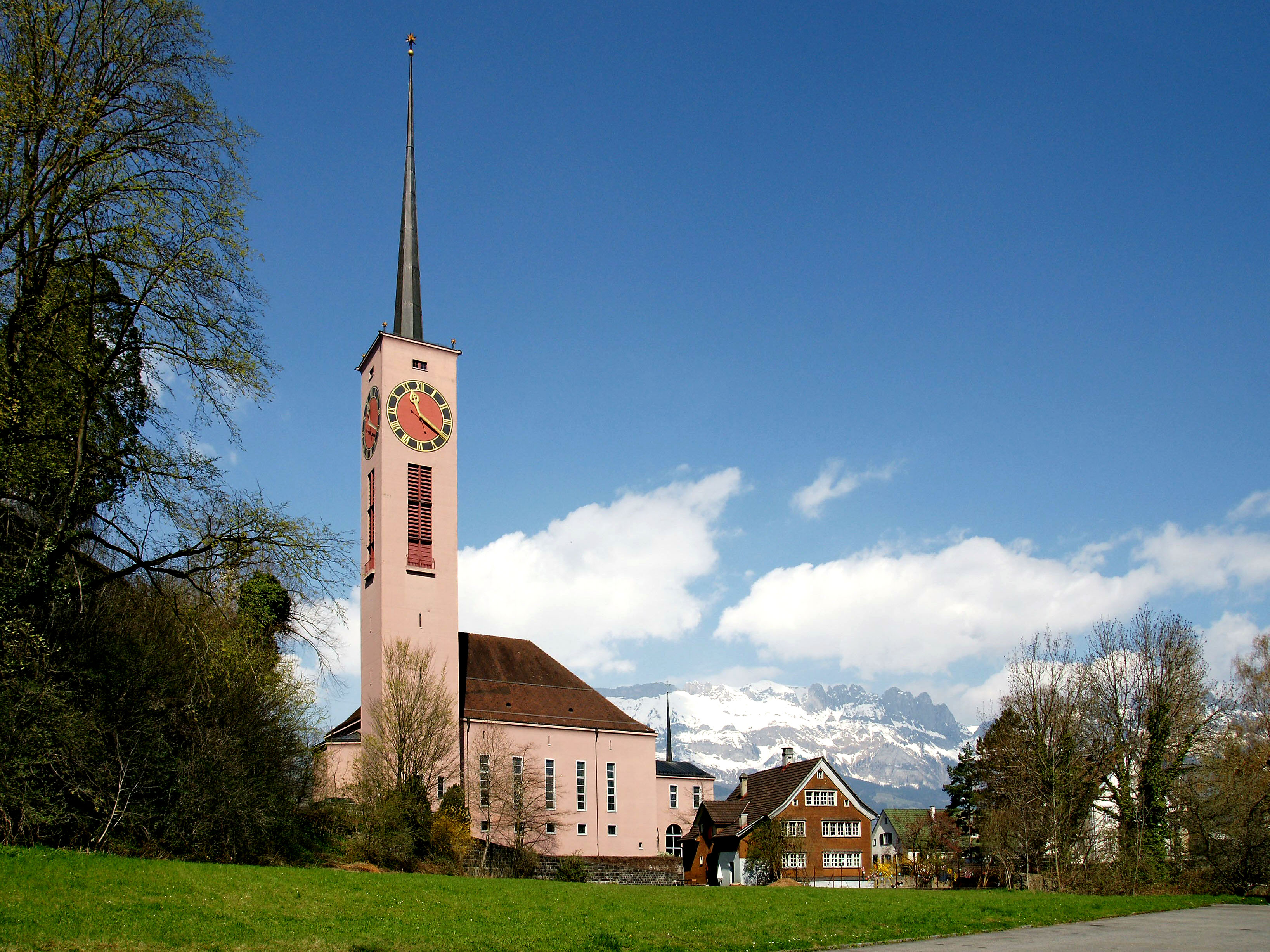
Reformovaný kostel

V noci z 12. na 13. října 1839 postihl centrum Buchsu požár. V důsledku prudkého větru se plameny rychle šířily. Shořelo 36 obytných domů a 30 stájí a 40 rodin zůstalo bez střechy nad hlavou.
Před industrializací se většina obyvatelstva živila zemědělstvím (mlékárenství, ovocnářství a zelinářství, vysokohorská turistika). Urbář farnosti Buchs z roku 1484 je první majetkovou evidencí. Již v roce 840 je zmiňován rýnský přívoz mezi Buchsem a Schaanem. Od počátku 18. století existovalo přívozní spojení mezi Burgerau a Mühleholzem. V roce 1868 byl otevřen dřevěný most z Buchsu do Schaanu, jehož západní část smetla v roce 1927 povodeň na Rýně. V zimě 1928/1929 byl mezi těmito dvěma obcemi postaven první moderní silniční most. S otevřením železnice Rheineck–Chur v roce 1858 byla v Buchsu postavena první železniční stanice. Po výstavbě železničního mostu přes Rýn a otevření vlakového spojení do Feldkirchu ve Vorarlbersku se Buchs stal v roce 1872 pohraniční železniční stanicí. Díky napojení na Arlberskou železnici o několik let později se Buchs od té doby nacházel na mezinárodní železniční trati z Vídně do Paříže a stal se mezinárodním překladištěm. Úředně se stal městem v roce 2002.

## Obyvatelstvo
| Rok            | 1831 | 1850 | 1900 | 1950 | 2000   | 2010   |
| Počet obyvatel | 1781 | 2015 | 3851 | 5204 | 10 399 | 11 242 |

### Vzdělání
V Buchsu má přibližně 65,8 % obyvatel (ve věku 25–64 let) ukončené buď nepovinné střední vzdělání, nebo další vysokoškolské vzdělání (buď univerzitu, nebo Fachhochschule). Z celkového počtu obyvatel Buchsu mělo v roce 2000 nejvyšší ukončené vzdělání 2338 osob (22,5 % obyvatel) základní, 3871 osob (37,2 %) má ukončené střední vzdělání, 1035 osob (10,0 %) navštěvovalo terciární školu a 505 osob (4,9 %) nechodí do školy. Zbytek na tuto otázku neodpověděl.
V Buchsu sídlí Mezistátní technická univerzita NTB Buchs, která je součástí Fachhochschule Ostschweiz, FHO, která je uznávanou univerzitou aplikovaných věd. NTB nabízí bakalářské a magisterské studium v několika technických oborech.

## Doprava

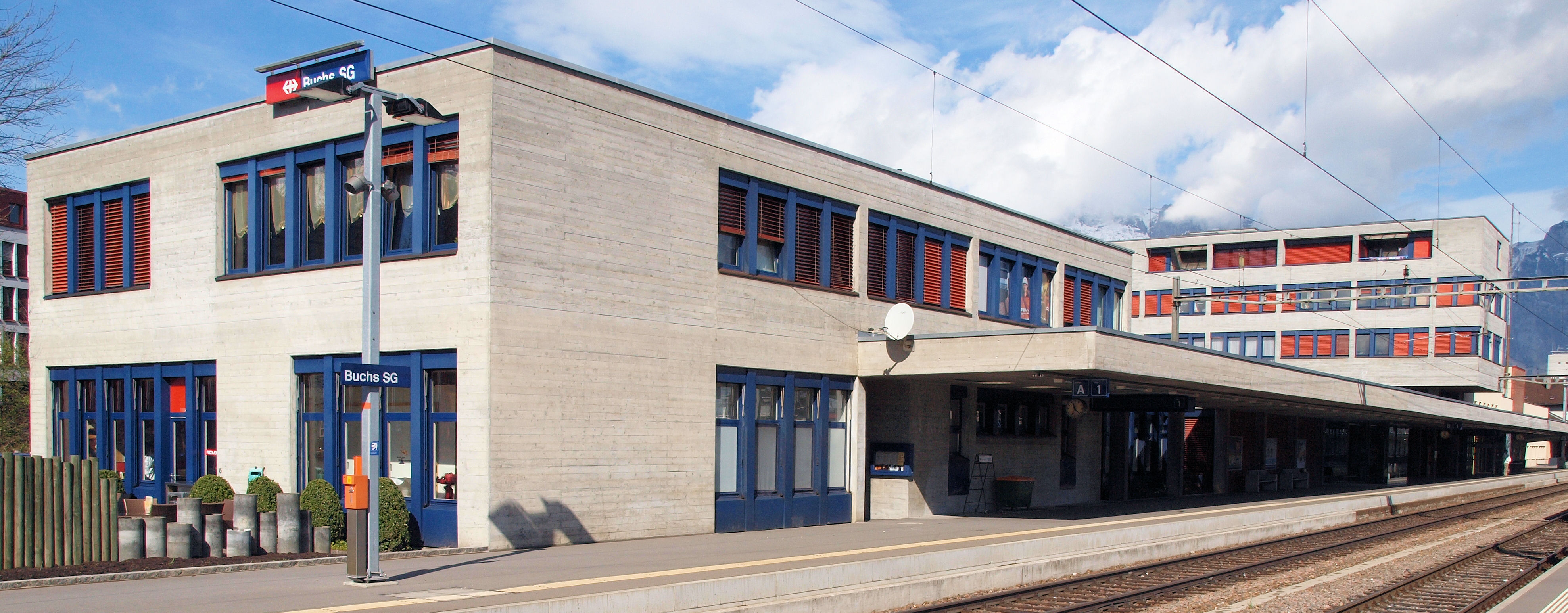
Železniční stanice Buchs SG

Nádraží Buchs je známé jako pohraniční stanice pro mezinárodní osobní a nákladní dopravu se seřaďovacím nádražím. Prochází tudy hlavní trať Chur–Rorschach, na kterou navazuje mezistátní trať do Lichtenštejnska a Feldkirchu. Buchs leží na hlavních silnicích číslo 13 a 16 a má dálniční přivaděč na dálnici A13.

## Památky

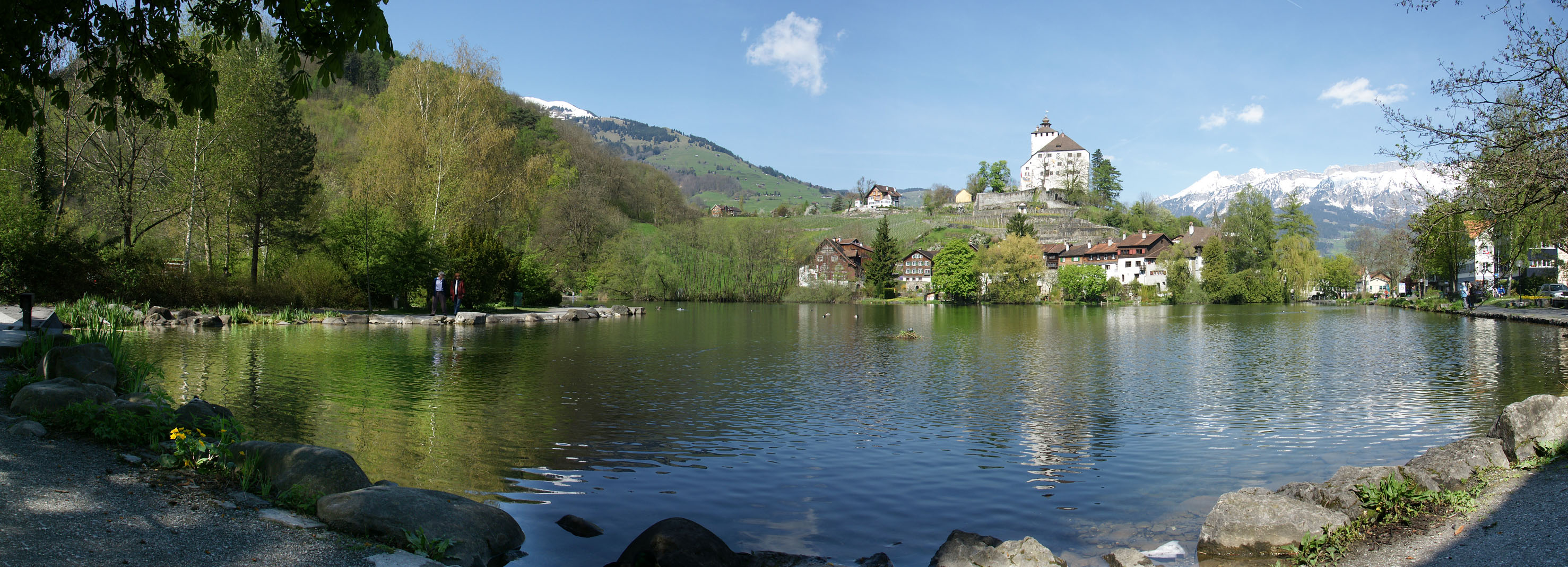
Zámek Werdenberg a Werdenberské jezero, pohled od Buchsu směrem ke Grabsu

Oblast kolem zámku Werdenberg, která se rozkládá mezi městy Buchs a Grabs, je zařazena do seznamu švýcarského kulturního dědictví.

## Osobnosti
- Simon Schwendener (1829–1919), botanik
- Tim Staubli (* 2000), fotbalista
- Heinrich Rohrer (1933–2013), nositel Nobelovy ceny za fyziku